# Leptothorax brimodus
Leptothorax brimodus är en myrart som beskrevs av Bolton 1995. Leptothorax brimodus ingår i släktet smalmyror, och familjen myror. Inga underarter finns listade i Catalogue of Life.